# Intercity (Niederlande)
Der Intercity (Kurzform: IC) in den Niederlanden ist eine international verwendete Zuggattung.
Es fahren Intercity-Züge der Nederlandse Spoorwegen. Das sehr dichte Netz wird auf allen Strecken im Halbstundentakt bedient, in der Randstad und nach Eindhoven Centraal/Sittard sowie Arnhem Centraal/Nijmegen sogar zum Viertelstundentakt verdichtet; ein besonderer Zuschlag wird in den meisten Fällen nicht erhoben.
Vielfach bestehen bahnsteiggleiche Direktanschlüsse, beispielsweise in Zwolle, Amersfoort Centraal und Utrecht, so dass abwechselnd Verbindungen mit und ohne Umstieg angeboten werden.
Die Qualität und Durchschnittsgeschwindigkeit (70 km/h bis 90 km/h) entspricht eher dem ehemaligen deutschen Interregio oder den heutigen Regional-Express-Zügen. Die Halteabstände sind relativ gering, die Züge werden häufig von Pendlern genutzt. Speise- oder Bistrowagen gibt es nicht. Eingesetzt werden lokbespannte Züge (ICR-Wagen) und Triebzüge (ICMm, VIRM, NID/DDZ). Die Triebzüge werden sukzessive mit WLAN und optischer Fahrgastinformation ausgestattet.

## IC Direct
Nach dem Scheitern des Fyra wurden bis Dezember 2024 alle nationalen Intercity-Verbindungen auf der Hochgeschwindigkeitsstrecke HSL Zuid (von Amsterdam oder Rotterdam nach Breda) als Intercity direct (Abkürzung: ICD) geführt. Für diese Züge ist bei der Fahrt zwischen Rotterdam und Schiphol ein Zuschlag zu entrichten.
Der Zuschlag kann über die Toeslag-Zuil (befindet sich auf dem Bahnsteig in Amsterdam Centraal, Schiphol Airport, Rotterdam Centraal und Breda) auf die OV-chipkaart aufgebucht werden. Diese Züge fuhren mit 186er-Lokomotiven und ICRm-Wagen.
Zum 15. Dezember 2024 wurden die internationalen Züge nach Brüssel zu Eurocity Direct mit ICNG-Garnituren. Der Laufweg verläuft nun von Amsterdam Zuid über Schiphol Airport, Rotterdam Centraal, Antwerpen-Centraal nach Bruxelles-Midi/Brussel-Zuid.

## Internationale Verkehre
Die IC-Verbindungen nach Brüssel (IC Brussel) und Berlin (IC Berlijn) sind teilweise in das nationale IC-Netz integriert und können auch mit regulären inländischen Fahrkarten benutzt werden.

## Liste
| Zugnummernserie | Zuggattung       | Laufweg | Bemerkungen |
| --------------- | ---------------- | --- | --- |
| 140 / 240       | Intercity        | Amsterdam Centraal – Amersfoort Centraal – Deventer – Hengelo – Bad Bentheim – Rheine – Osnabrück Hbf – Bünde (Westf) – Hannover Hbf – Berlin Hbf – Berlin Ostbahnhof | IC Berlijn. Zweistündlich, ohne Halt von Bünde (Westf) bis Hannover |
| 500             | Intercity        | Rotterdam Centraal – Utrecht Centraal – Amersfoort Centraal – Zwolle – Groningen                                                                                      | Zwischen Rotterdam und Zwolle Halbstundentakt mit Serie 600. Zwischen Zwolle und Groningen Halbstundentakt mit Serie 700. Hält frühmorgens und spätabends zwischen Zwolle und Groningen an allen Bahnhöfen.          |
| 600             | Intercity        | Leeuwarden – Zwolle – Amersfoort Centraal – Utrecht Centraal – Rotterdam Centraal                                                                                     | Zwischen Rotterdam und Zwolle Halbstundentakt mit Serie 500. Hält frühmorgens und spätabends zwischen Zwolle und Leeuwarden an allen Bahnhöfen.                                                                      |
| 700             | Intercity        | Den Haag Centraal – Schiphol Airport – Lelystad Centrum – Zwolle – Groningen                                                                                          | Zwischen Den Haag Centraal und Zwolle Halbstundentakt mit Serie 1800. Zwischen Zwolle und Groningen Halbstundentakt mit Serie 500. Hält frühmorgens und spätabends zwischen Zwolle und Groningen an allen Bahnhöfen. |
| 800             | Intercity        | Maastricht – Sittard – Roermond – Eindhoven Centraal – ’s-Hertogenbosch – Utrecht Centraal – Amsterdam Centraal – Alkmaar (– Schagen)                                 | Abends und an Sonntagen nur bis Amsterdam Centraal. In der Hauptverkehrszeit bis Schagen. |
| 900             | Intercity direct | Amsterdam Centraal – Schiphol Airport – Rotterdam Centraal – Breda | Zuschlagspflichtig zwischen Schiphol Airport und Rotterdam Centraal. |
| 1000            | Intercity direct | Amsterdam Centraal – Schiphol Airport – Rotterdam Centraal | Zuschlagspflichtig zwischen Schiphol Airport und Rotterdam Centraal. |
| 1100            | Intercity        | Den Haag Centraal – Den Haag HS – Delft – Rotterdam Centraal – Breda – Tilburg – Eindhoven Centraal                                                                   | Hält nicht in Schiedam Centrum und Rotterdam Blaak. Fährt über die HSL Zuid. |
| 1400            | Intercity        | Utrecht Centraal – Amsterdam Centraal – Schiphol Airport – Den Haag HS – Rotterdam Centraal                                                                           | Nachtlinie |
| 1500            | Intercity        | Amsterdam Centraal – Hilversum – Amersfoort Centraal (– Deventer) | In der Hauptverkehrszeit und sonst zweistündlich bis Deventer. |
| 1600            | Intercity        | Schiphol Airport – Amersfoort Centraal – Deventer – Hengelo – Enschede                                                                                                | Zwischen Schiphol und Amersfoort Centraal Halbstundentakt mit Serie 11600. |
| 1700            | Intercity        | Den Haag Centraal – Utrecht Centraal – Amersfoort Centraal – Deventer – Hengelo – Enschede                                                                            | Zwischen Den Haag Centraal und Amersfoort Centraal Halbstundentakt mit Serie 11700. |
| 1800            | Intercity        | Den Haag Centraal – Schiphol Airport – Lelystad Centrum – Zwolle – Leeuwarden                                                                                         | Zwischen Den Haag Centraal und Zwolle Halbstundentakt mit Serie 700. Hält ab Zwolle an allen Bahnhöfen. |
| 2000            | Intercity        | Den Haag Centraal – Gouda – Utrecht Centraal | Fährt nicht nach 21 Uhr. |
| 2100            | Intercity        | Amsterdam Centraal – Haarlem – Leiden Centraal – Den Haag Centraal | Fährt nicht nach 22 Uhr. |
| 2200            | Intercity        | Amsterdam Centraal – Haarlem – Leiden Centraal – Den Haag HS – Rotterdam Centraal – Dordrecht – Roosendaal – Vlissingen                                               | |
| 2300            | Intercity        | Dordrecht – Breda | Fährt nicht nach 20 Uhr, stündlich. |
| 2400            | Intercity        | Lelystad Centrum – Schiphol Airport – Leiden Centraal – Den Haag HS – Rotterdam Centraal – Dordrecht                                                                  | Fährt nicht nach 22 Uhr. |
| 2600            | Intercity        | Almere Centrum – Amsterdam Centraal | |
| 2800            | Intercity        | Rotterdam Centraal – Gouda – Utrecht Centraal | Fährt nicht nach 21 Uhr. |
| 3000            | Intercity        | Nijmegen – Arnhem Centraal – Ede-Wageningen – Utrecht Centraal – Amsterdam Centraal – Alkmaar – Den Helder                                                            | Hält nach 20 Uhr auch in Driebergen-Zeist. |
| 3100            | Intercity        | Schiphol Airport – Utrecht Centraal – Ede-Wageningen – Arnhem Centraal – Nijmegen                                                                                     | Fährt nicht nach 21 Uhr. |
| 3400            | Intercity        | Haarlem – Beverwijk – Alkmaar | Fährt nur in der Hauptverkehrszeit und nur in Lastrichtung. Morgens Richtung Haarlem, mittags Richtung Alkmaar. |
| 3500            | Intercity        | Schiphol Airport – Utrecht Centraal – ’s-Hertogenbosch – Eindhoven Centraal – Heerlen                                                                                 | Zwischen Schiphol Airport und Eindhoven Centraal vereinigt mit Serie 13500. Abends nur zwischen Schiphol Airport und Utrecht Centraal.                                                                               |
| 3600            | Intercity        | Roosendaal – Breda – Tilburg – ’s-Hertogenbosch – Nijmegen – Arnhem Centraal – Zutphen – Deventer – Zwolle                                                            | |
| 3900            | Intercity        | Enkhuizen – Hoorn – Amsterdam Centraal – Utrecht Centraal – ’s-Hertogenbosch – Eindhoven Centraal – Heerlen                                                           | Halbstündlich, frühmorgens und abends stündlich zwischen Sittard und Heerlen. Es gibt Überlegungen diesen IC über Heerlen hinaus bis nach Aachen zu verlängern.                                                      |
| 4500            | Intercity        | Amsterdam Centraal – Hoorn – Enkhuizen | Hält nicht in Zaandam. Hält zwischen Hoorn und Enkhuizen an allen Bahnhöfen. |
| (5300)          | (Intercity)      | Maastricht – Visé – Lüttich-Guillemins – Tongeren – Diepenbeek – Hasselt                                                                                              | Wurde durch S43 der S-Bahn Lüttich ersetzt. |
| 8800            | Intercity        | Leiden Centraal – Alphen a/d Rijn – Woerden – Utrecht Centraal | |
| 9200            | Intercity        | Amsterdam Centraal – Schiphol Airport – Den Haag HS – Rotterdam Centraal – Roosendaal – Antwerpen-Centraal – Mechelen – Brüssel Central – Brüssel Süd                 | IC Brussel |
| 11400           | Intercity        | Gouda – Rotterdam Centraal | Nachtlinie |
| 11600           | Intercity        | Schiphol Airport – Amsterdam Zuid – Duivendrecht – Hilversum – Amersfoort Centraal – Amersfoort Schothorst                                                            | Zwischen Schiphol und Amersfoort Centraal Halbstundentakt mit Serie 1600. |
| 11700           | Intercity        | Amersfoort Schothorst – Amersfoort Centraal – Utrecht Centraal – Gouda – Den Haag Centraal                                                                            | Zwischen Den Haag Centraal und Amersfoort Centraal Halbstundentakt mit Serie 1700. |
| 12200           | Intercity        | Vlissingen – Roosendaal | Einzelne Fahrten morgens. |
| 12600           | Intercity        | Groningen – Assen – Zwolle – Lelystad Centrum – Almere Centrum – Amsterdam Centraal                                                                                   | Nur freitag- und samstagabends Richtung Amsterdam. |
| 13500           | Intercity        | (Schiphol Airport –) Eindhoven Centraal – Helmond – Venlo | Wird in Eindhoven Centraal geflügelt aus Serie 3500. Fährt nur bis 21 Uhr. |
| 14500           | Intercity        | Amsterdam Centraal – Hoorn – Hoogkarspel – Enkhuizen | Nur in Lastrichtung, hält nicht in Zaandam. |
| 21400           | Intercity        | Eindhoven Centraal – Utrecht Centraal; Rotterdam Centraal – Eindhoven Centraal                                                                                        | Nachtlinie. Nur in den Nächten von Freitag auf Samstag und Samstag auf Sonntag. |
| 22200           | Intercity        | Amsterdam Centraal – Amsterdam Sloterdijk – Haarlem | Nachtlinie. Nur in den Nächten von Freitag auf Samstag und Samstag auf Sonntag. |
| 22400           | Intercity        | Utrecht Centraal – Driebergen-Zeist – Veenendaal-De Klomp – Ede-Wageningen – Arnhem Centraal – Elst – Nijmegen                                                        | Nachtlinie. Nur in den Nächten von Freitag auf Samstag und Samstag auf Sonntag Richtung Nijmegen. |
| (23500)         | (Intercity)      | Heerlen – Sittard | Fährt nicht nach 21 Uhr. |

## Galerie

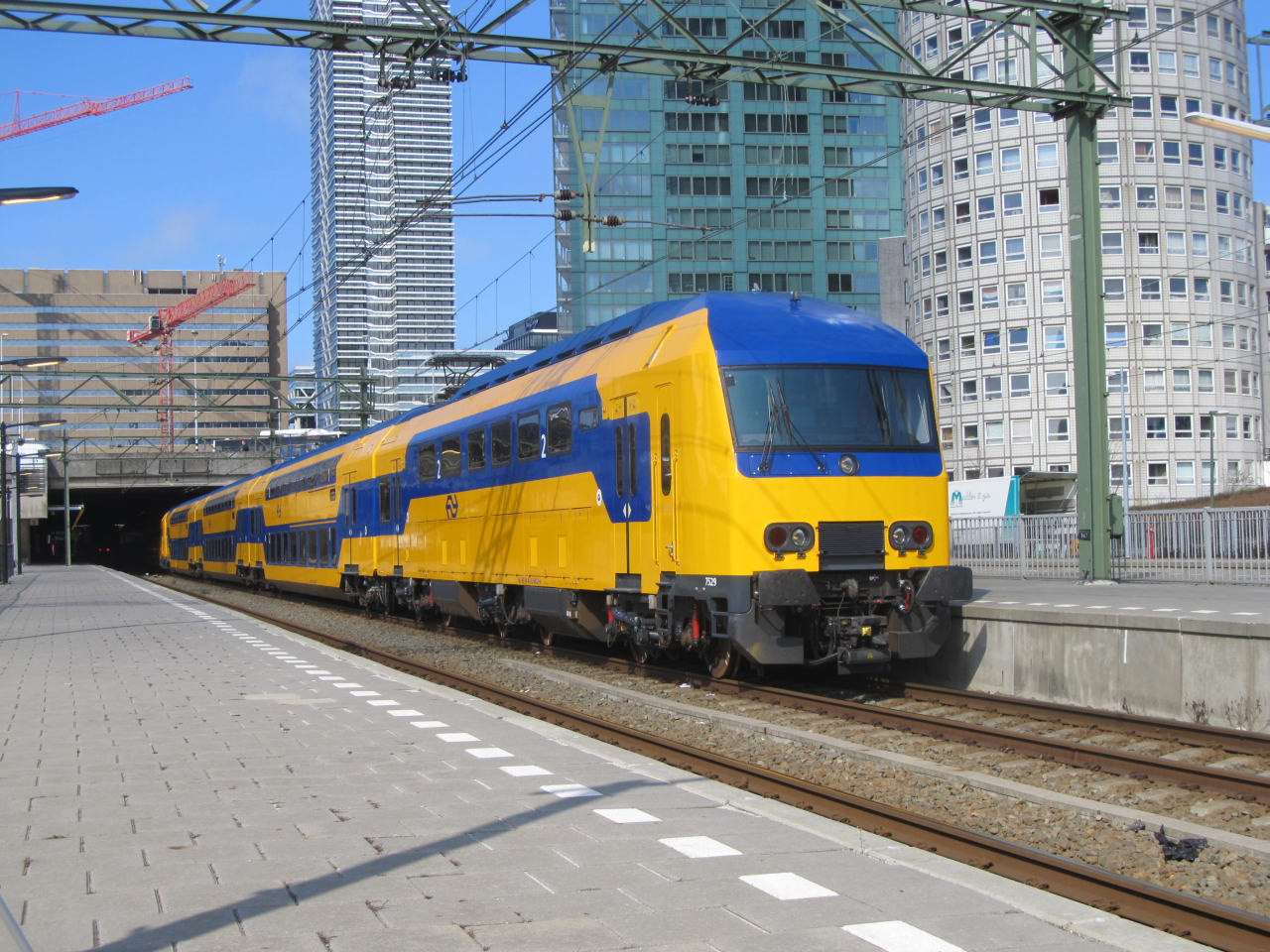
DDZ (modernisierter Doppelstockzug)
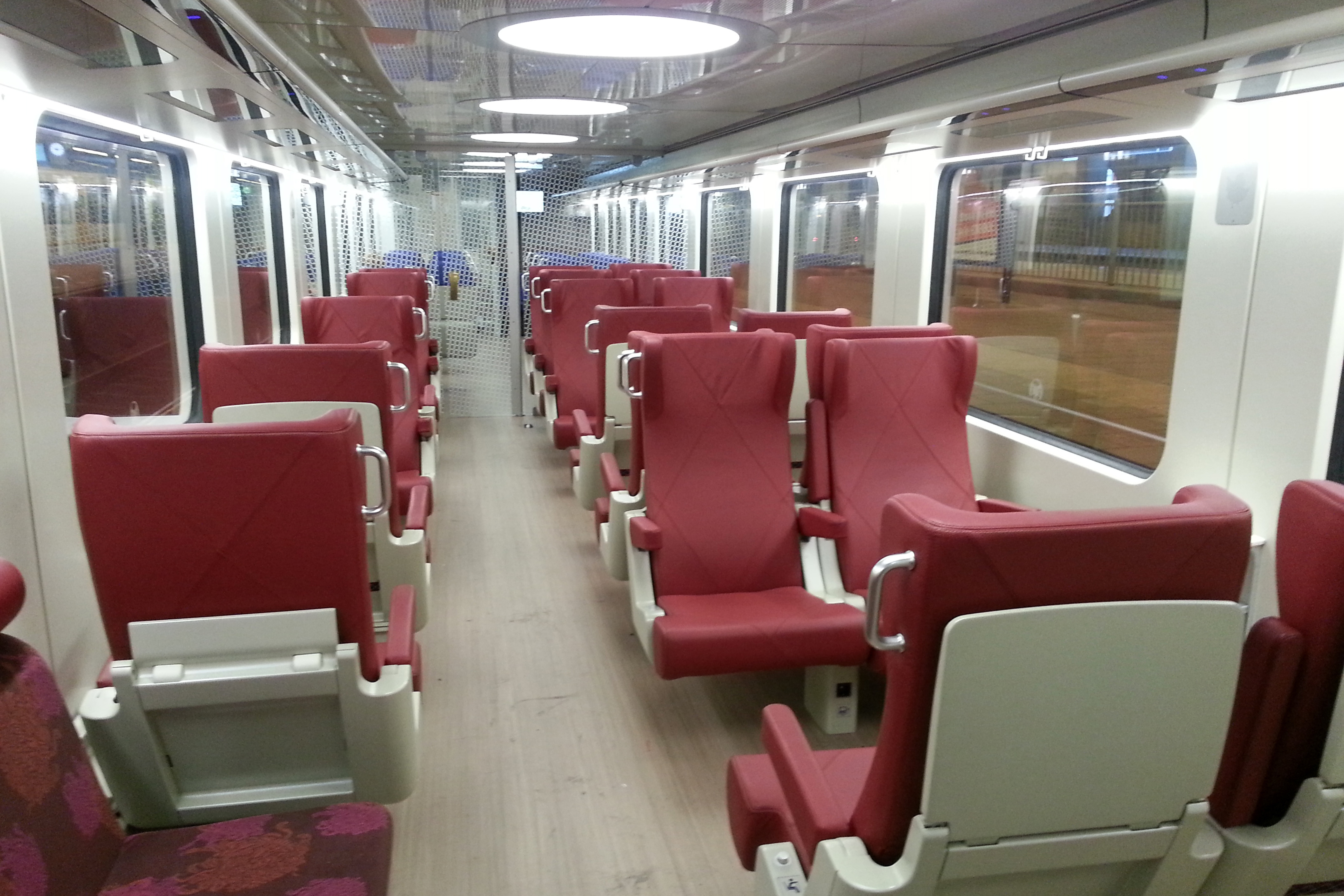
1. Klasse im DDZ
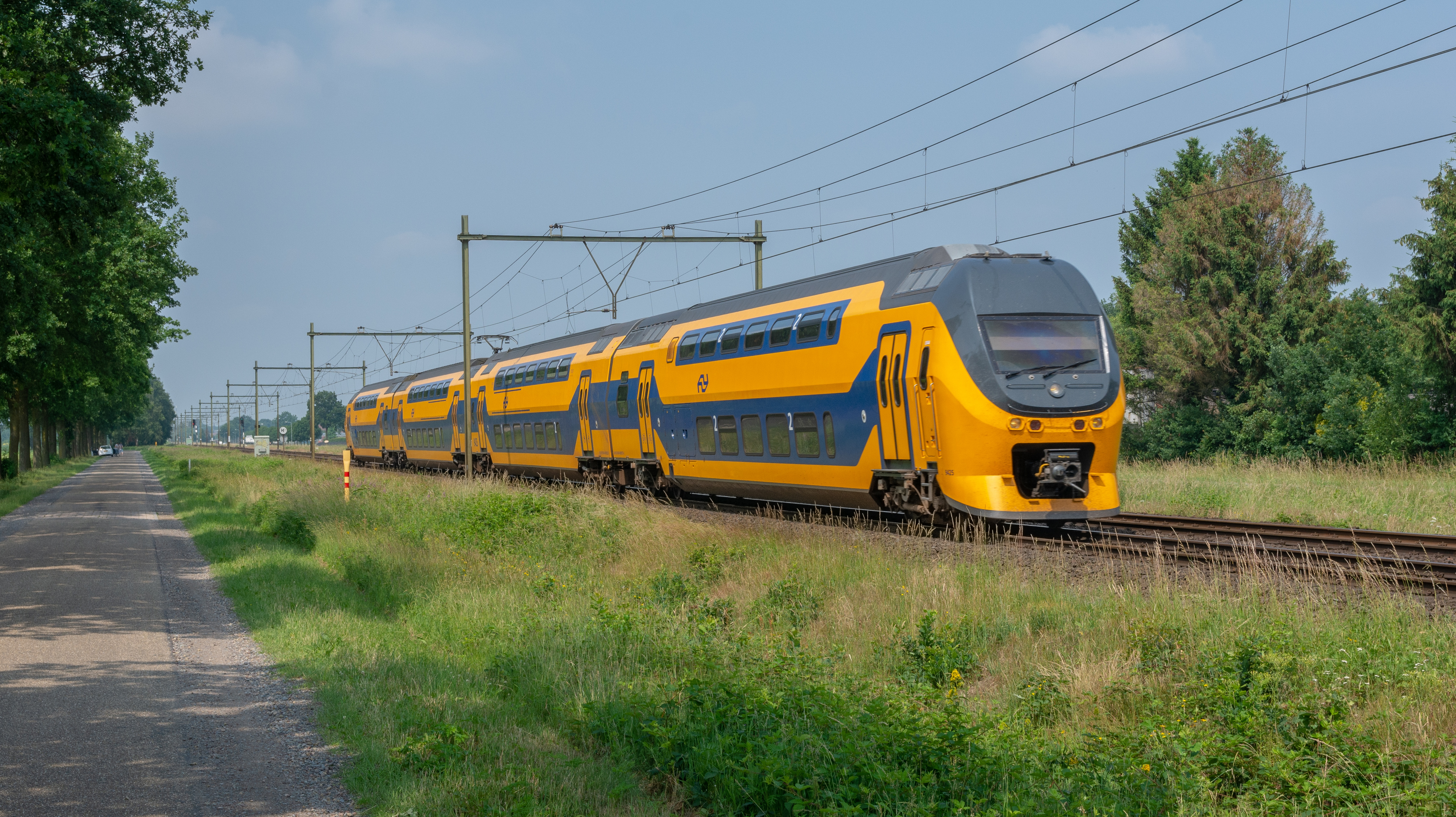
VIRMm der NS
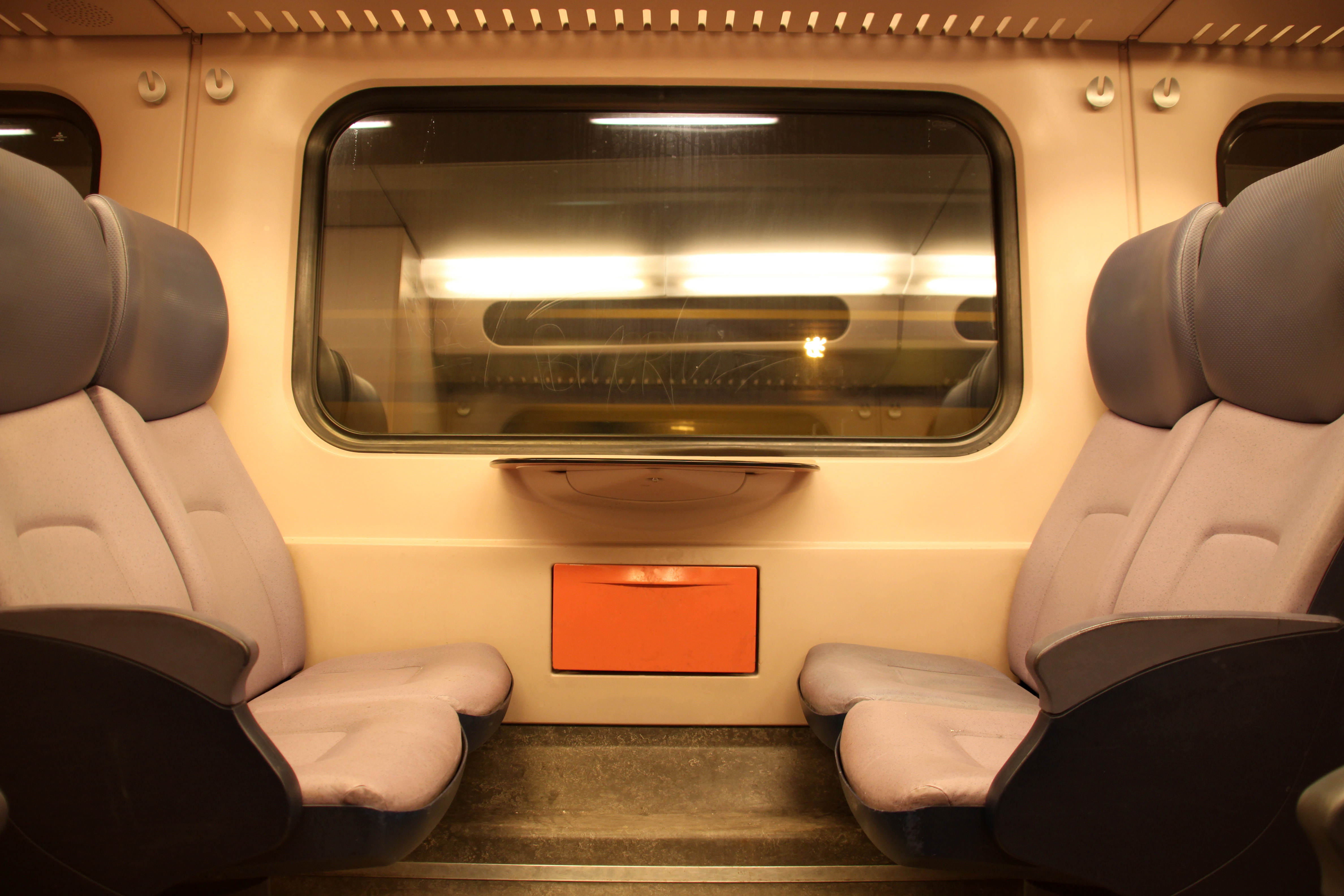
VIRM 1. Generation (1994–1996), 2. Klasse unten
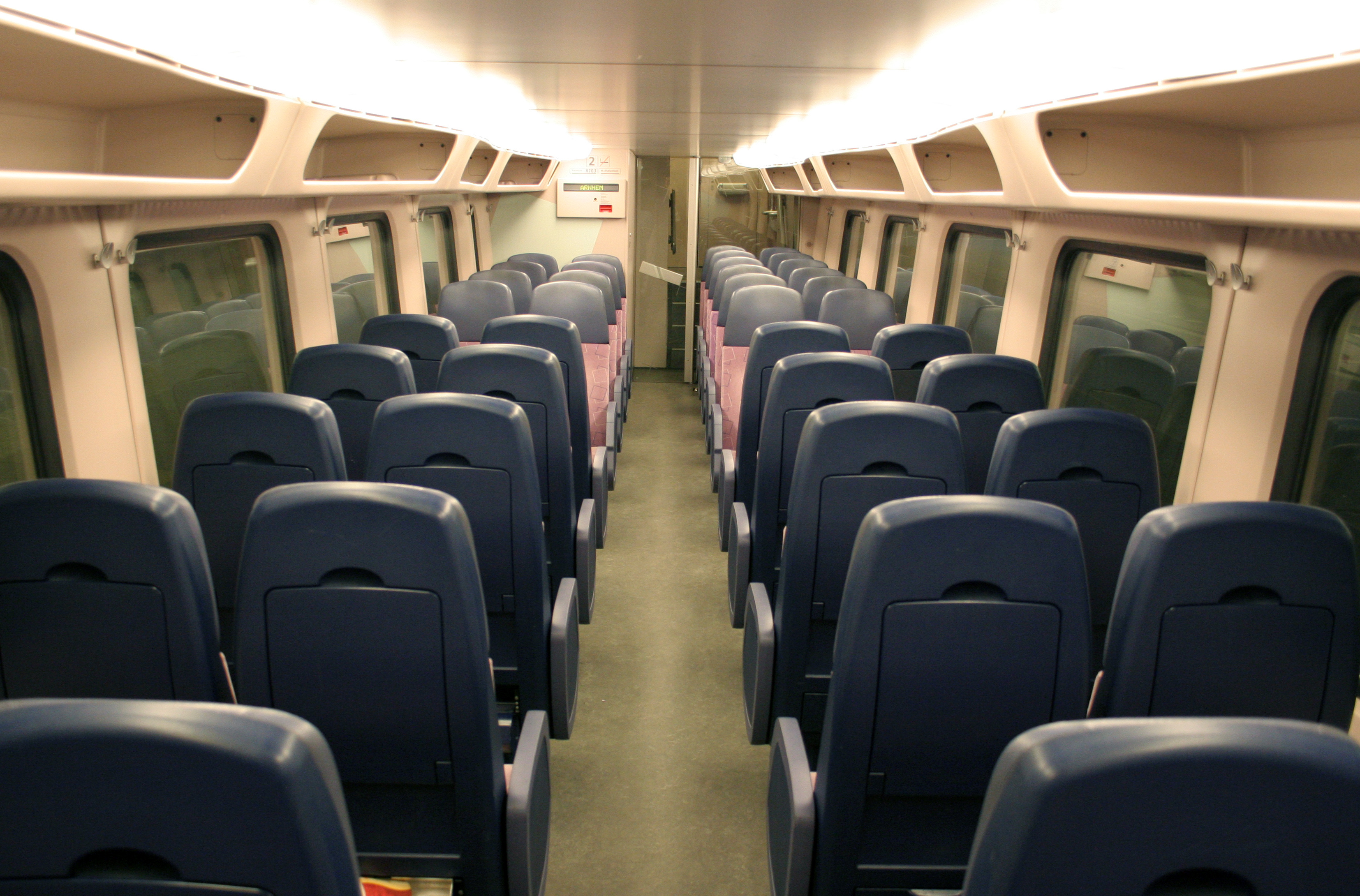
VIRM 2. Generation (2002–05), 2. Klasse unten
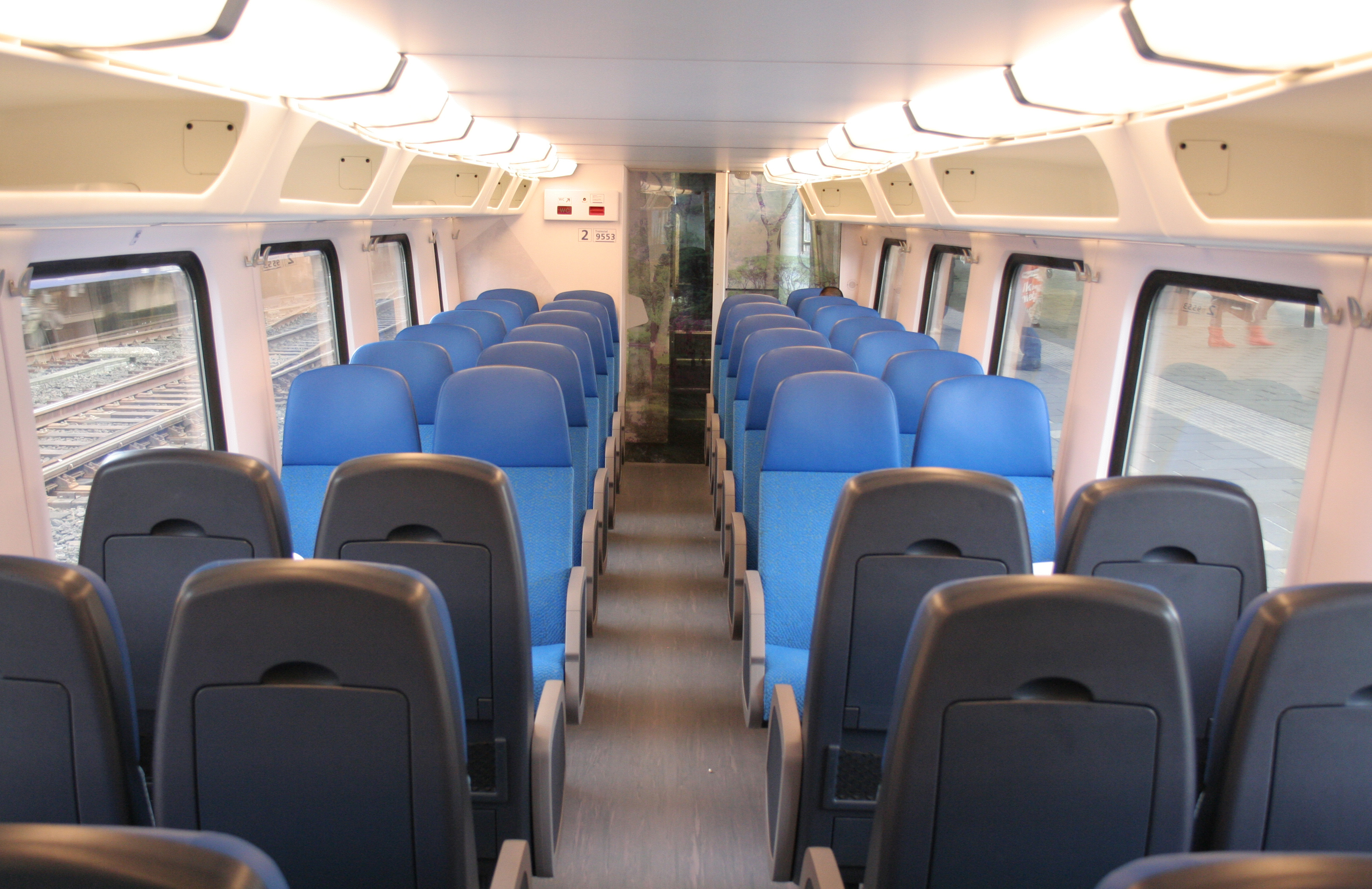
VIRM 4. Generation (2008–09), 2. Klasse unten
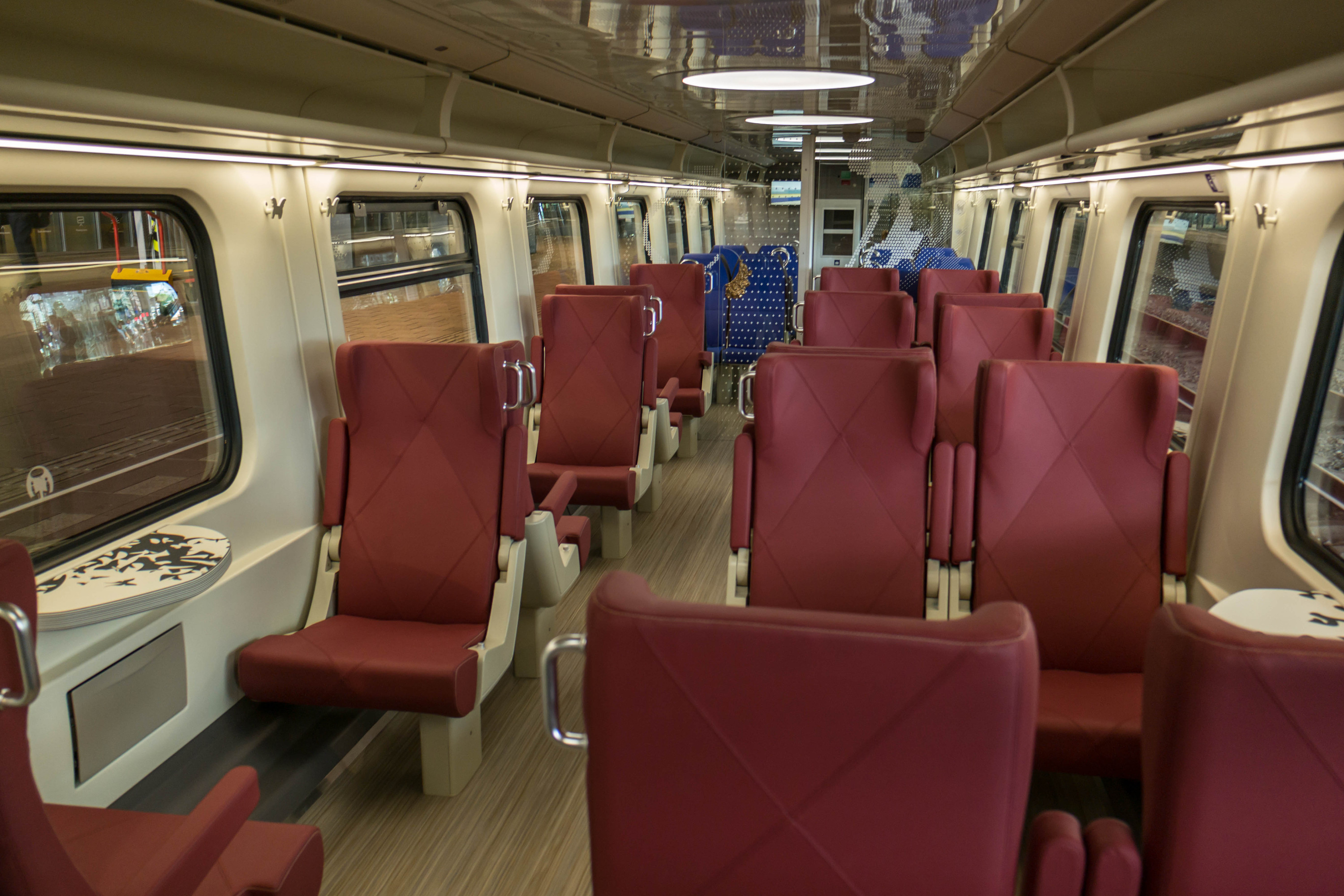
VIRM, 1. und 2. Klasse unten
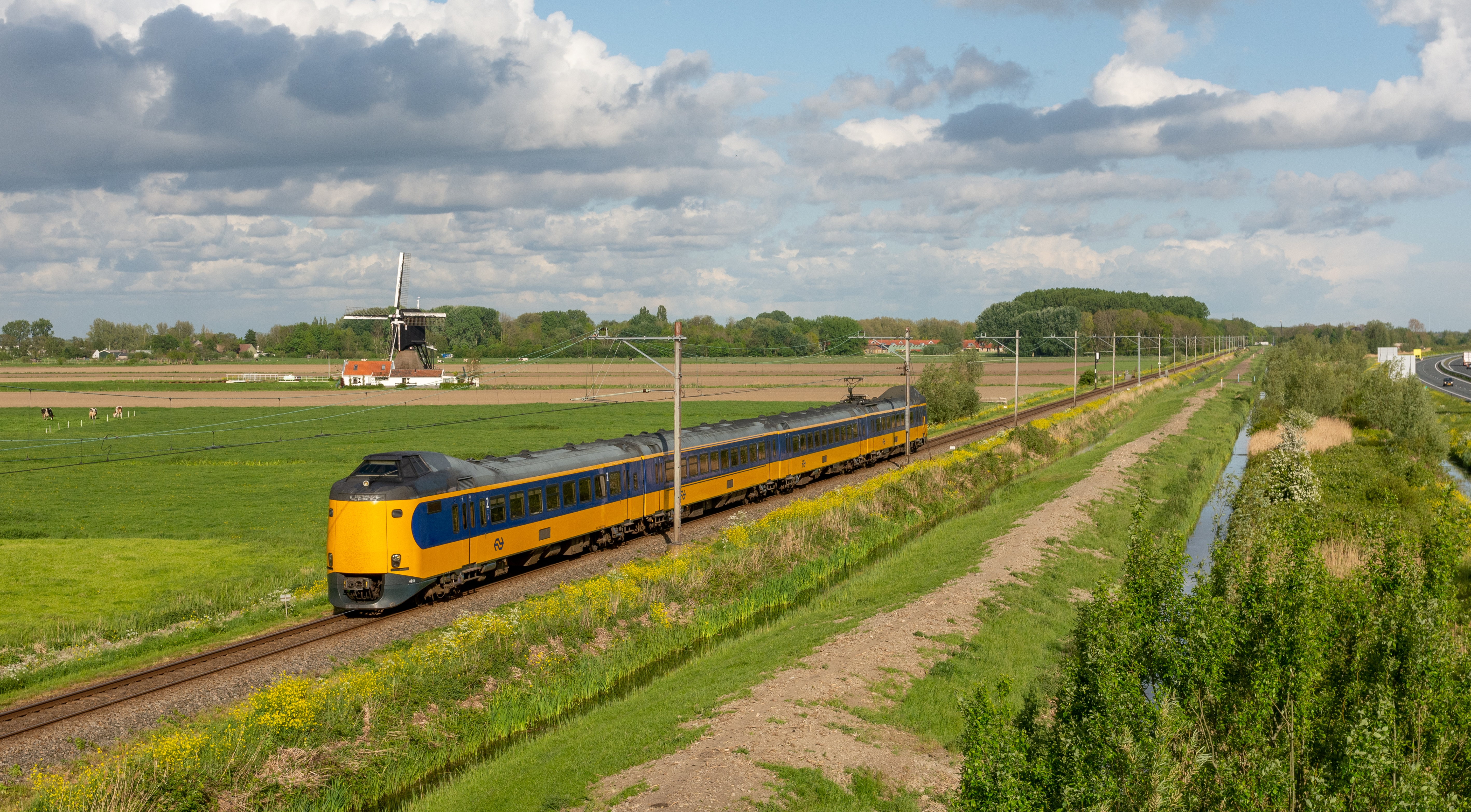
Modernisierter Triebzug ICMm
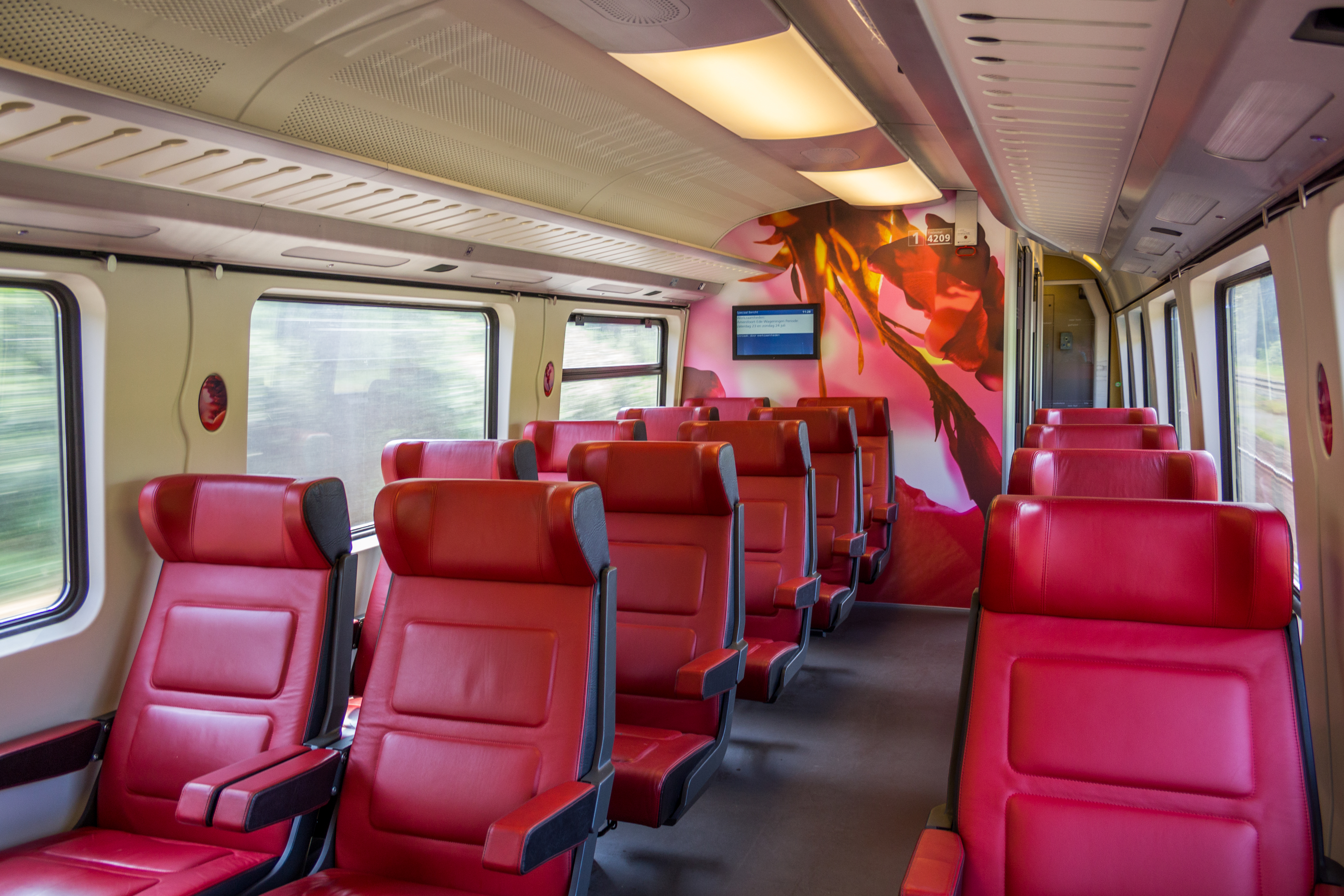
1. Klasse im ICMm
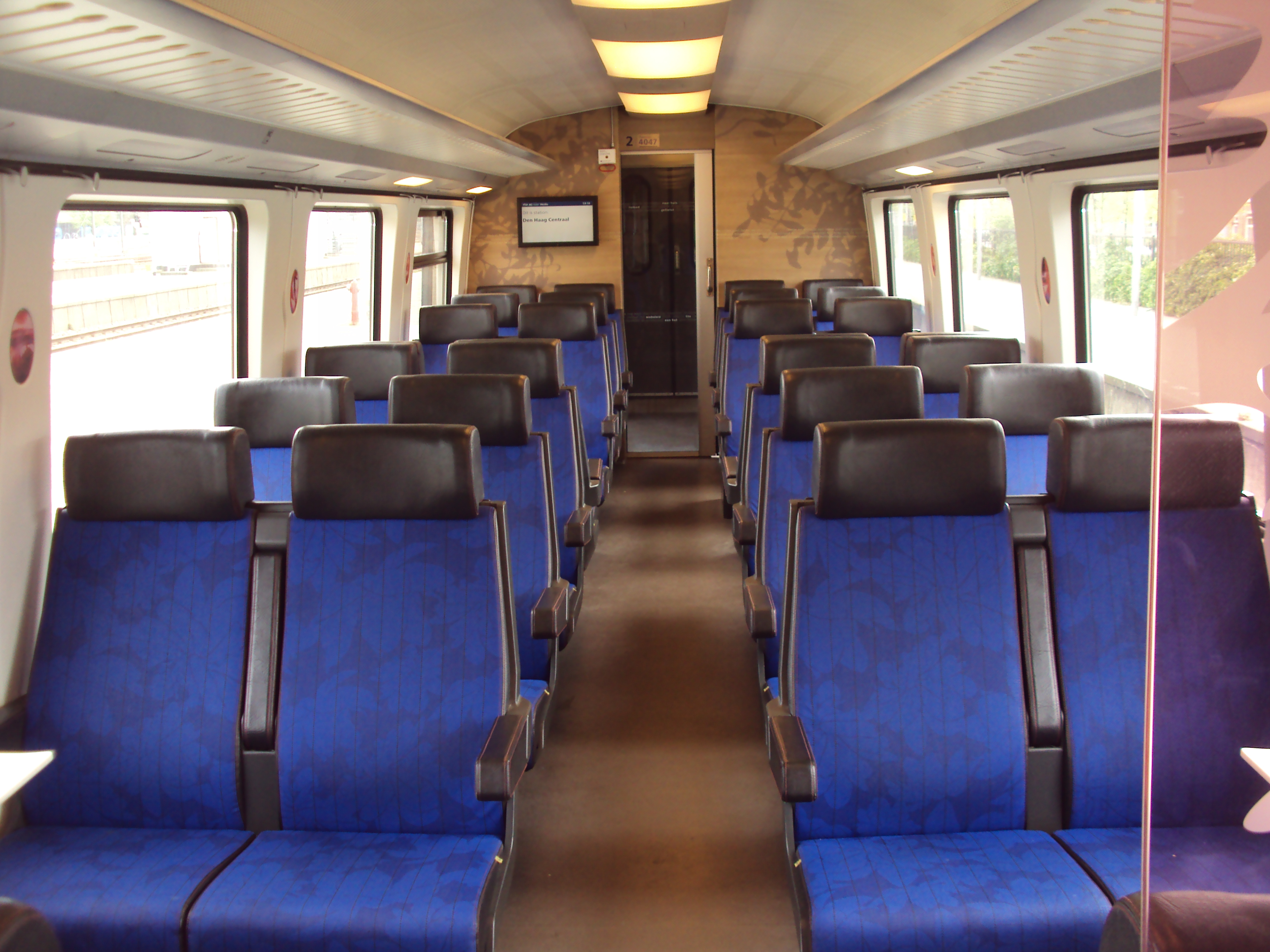
2. Klasse im ICMm
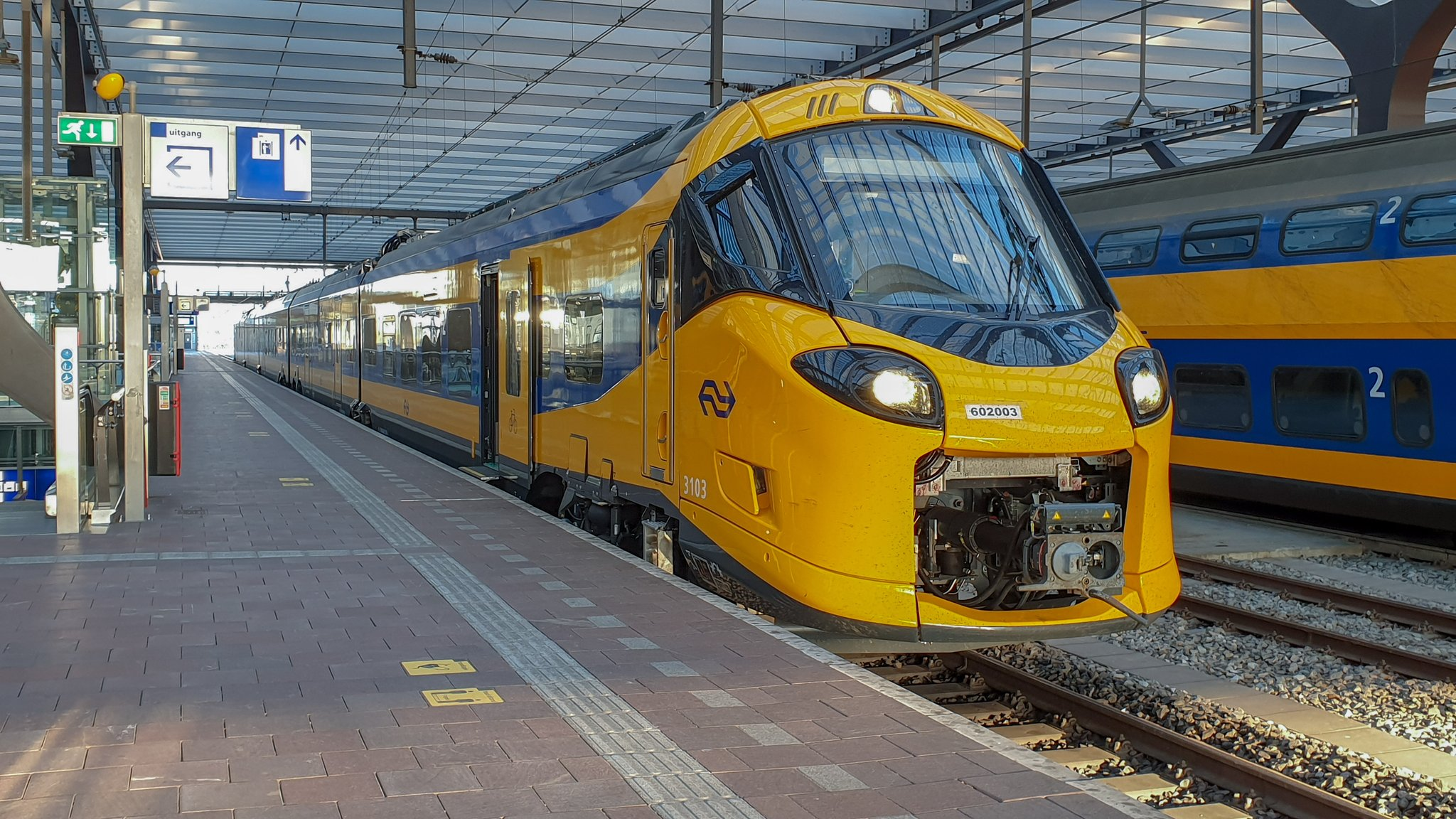
ICNG (ab 2023 im Einsatz)